# Tankred (Dekan)
Tankred (lateinisch Tancradus, u. a.; † nach 1122) war Stiftsdekan in Tournai oder Brügge in Flandern.

## Leben
Er wurde 1101 erstmals als Stiftsherr von St. Donatus in Brügge erwähnt und als Subdiakon, danach weitere Male als clericus (Kleriker) und ohne weitere Titel. Um 1108 bezeichnete ihn der Verfasser eines angeblichen Aufrufs ostdeutscher Bischöfe als bedeutenden Philosophen (insignis philosophus), wahrscheinlich aus persönlicher Hochachtung. 1122 war er wahrscheinlich der decanus Tancramnus eines Kollegiatstifts in Tournai, Brügge oder deren Umgebung in einer Urkunde von Bischof Lambert von Tournai.